# Бульвар Аспазияс
Бульвар Аспазияс (латыш. Aspazijas bulvāris, бульвар Аспазии) — бульвар в Центральном районе города Риги. Проходит от улицы Калькю до улицы 13 Января, является одной из границ Старой Риги. Нумерация домов продолжает нумерацию по бульвару Зигфрида Мейеровица и начинается с № 20. Общая длина бульвара — 519 метров.

## История
Устроен в 1858 году на месте снесённых по условиям Парижского мира (1856) земляных укреплений города. Первоначальное название — Театральный бульвар, поскольку в 1863 году здесь был построен 1-й городской (немецкий) театр (архитектор Людвиг Бонштедт, ныне — Национальная опера).
В 1882 году по бульвару открыли движение первых маршрутов конки.
В 1920 году назван в честь латышской поэтессы и драматурга Аспазии. Во время немецкой оккупации Риги (1941—1944) во время Второй мировой войны назывался Von der Goltz Ring по имени генерала графа Рюдигера фон дер Гольца. В 1950 году был объединен под общим названием Падомью (Советский) с бывшим бульваром Зигфрида Мейеровица. В 1989 году восстановлен в прежних границах под названием бульвар Аспазияс.

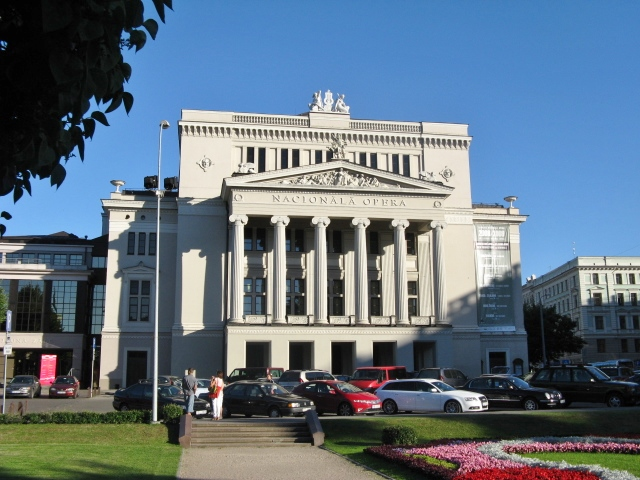
Национальная опера

## Достопримечательности

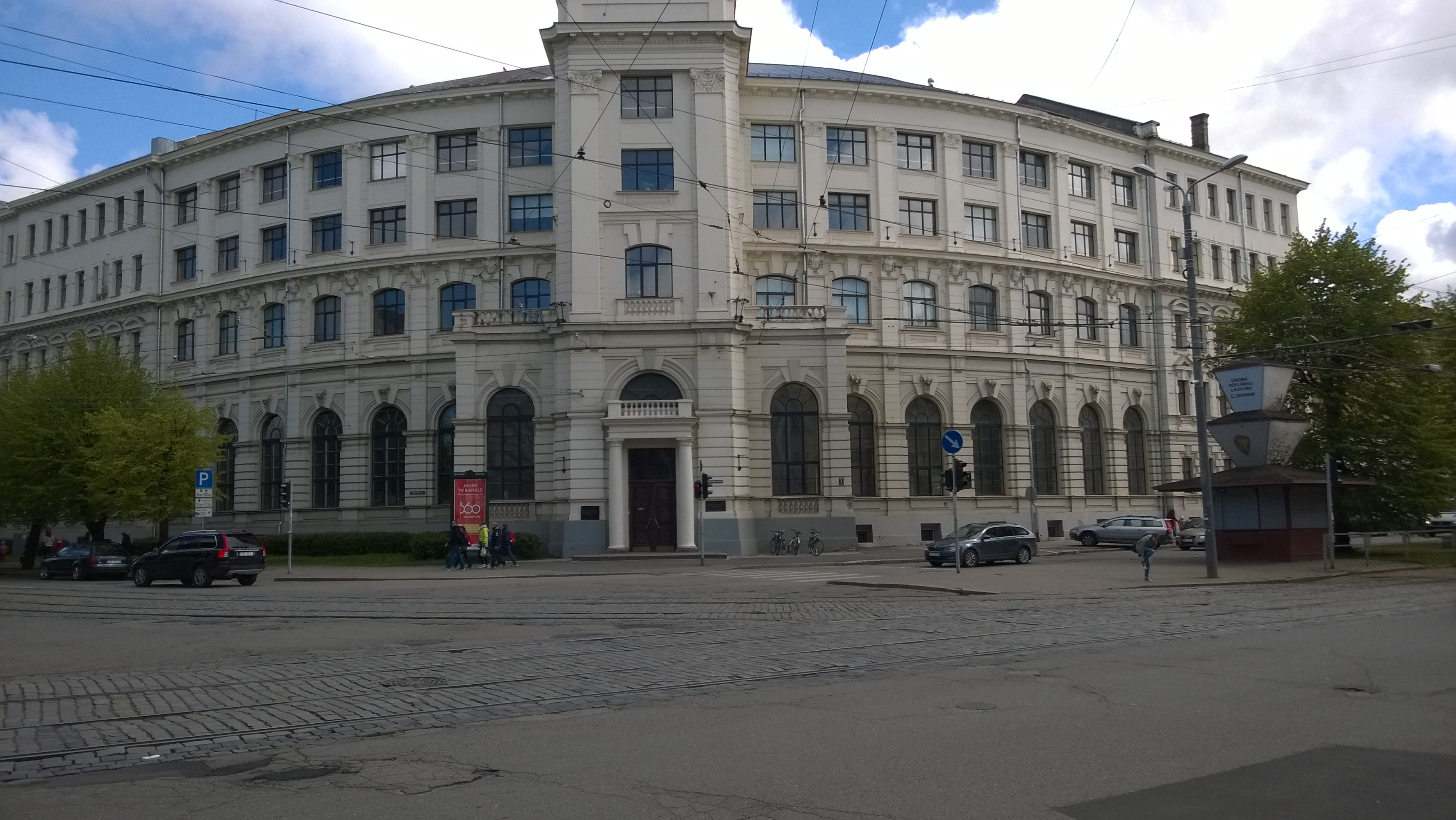
Факультет экономики и управления Латвийского университета

- д. 3 — Латвийская национальная опера
- д. 5 — Латвийский университет, факультет экономики и управления
- д. 10 — построен К. Морбергом, жил писатель Э. Эферт (1919)
- д. 12 — построен К. Морбергом, жил и работал писатель А. Упит (1919)
- д. 16 — первое построенное на месте снесённых валов здание (1860, архитектор Г. Шель)
- д. 22 — гостиница «Рига» (1957, архитектор С. Антонов)
- д. 24 — старейший рижский книжный магазин «Valters un Rapa»
- д. 28 — жил художник В. Пурвитис (1927—1940)
- д. 32 — жил революционный деятель Э. Зандрейтер
- д. 34 — школа (1876, архитектор И. Д. Фельско),
- д. 36/38 — гостиница Метрополь[2]